# Windows Insider
Windows Insider is een programma opgezet door Microsoft voor personen die willen deelnemen aan het uittesten van bèta Windows-builds. Het Windows Insider Programma geeft toegang tot de builds, staat gebruikers toe te updaten naar nieuwe builds en geeft toegang tot de Microsoft Feedback-app en andere Insider-apps in Windows 10 en Windows 10 Mobile. Nieuwe builds worden meestal in een patroon vrijgegeven, en wisselt per ring. Het programma bestond eerst alleen voor de desktop- en tabletvariant en smartphonevariant van Windows. Windows Server werd volgens de traditionele manier voorzien van nieuwe previews. Microsoft heeft het Insider programma ondertussen ook uitgebracht voor Xbox, IoT en Server. Alleen Windows 10 Team (versie voor Surface Hub) en Mixed Reality (versie voor HoloLens) worden nog niet ondersteund.

## Rings
Rings zijn de ontwikkelingsstadia van het maken en testen van de builds van Windows 10. Er zijn sinds 21 oktober 2014 8 Rings, waarvan er 5 via het Insider Programma kunnen worden bereikt. De Rings geven aan wie wanneer toegang krijgt tot een nieuwe testbuild en in welk stadium deze build zich bevindt. De eerste Ring krijgt dagelijks nieuwe versies, terwijl de laatste Ring tot meerdere weken per build heeft. Windows Insiders zijn vrij te kiezen tussen de verschillende Rings, behalve bij Xbox, waar via een levelsysteem wordt gespeeld. De laatste Ring is vrij en door middel van feedback kunnen de eerdere Rings worden vrijgespeeld.

### Overzicht
| Ring                         | Beschikbaarheid | Betekenis |
| ---------------------------- | --------------- | --- |
| Canary                       | Microsoft       | Canary wordt dagelijks voorzien van updates en zijn alleen toegankelijk voor selecte Windows-ontwikkelaars in de Operating Systems Group (OSG). |
| Selfhost                     | Microsoft       | Zodra de Canary Ring een build goed acht, wordt deze verspreid over Selfhost. |
| Fast Ring Skip Ahead         | Insiders        | Windows Insiders in de Fast Ring Skip Ahead krijgen builds zodra ze door Selfhost zijn goedgekeurd, deze worden direct geïnstalleerd. Zodra builds voor de volgende update van Windows 10 worden gecompileerd wordt Skip Ahead hierop overgeschakeld.                                                                                |
| Fast Ring Active             | Insiders        | Windows Insiders in de Fast Ring Active krijgen builds zodra ze door Selfhost zijn goedgekeurd, deze worden direct geïnstalleerd. De builds zijn instabiel en er wordt overgeschakeld naar de volgende update van Windows 10 wanneer de RTM-build van de huidige Windows 10-versie is verschenen.                                    |
| Microsoft Ring               | Microsoft       | De laatste niet-publieke fase is toegang voor Microsoft zelf, en wordt verspreid als er niet te veel problemen in de Fast Ring Skip Ahead en Active worden gevonden en die de build dus goed achten. |
| Slow Ring                    | Insiders        | Als er geen problemen optreden in de vorige Ring, zal de build enkele dagen later ook naar de Slow Ring worden doorgestuurd. De builds zijn redelijk stabiel en er wordt overgeschakeld naar een toekomstige Windows 10-versie wanneer de RTM-build van de huidige Windows 10-versie ongeveer 2 tot 3 maanden geleden is verschenen. |
| Preview Ring                 | Insiders        | Een Ring alleen beschikbaar voor Xbox. |
| Release Preview              | Insiders        | Deze ring heeft dezelfde builds als de Semi-Annual Channel Targeted, maar krijgt updates, appupdates en driverupdates eerder. De builds zijn stabiel en gebruikers krijgen de nieuwe Windows 10-versie ongeveer 1 week voor de release van niet-insiders.                                                                            |
| Semi-Annual Channel Targeted | Publiek         | De Semi-Annual Channel Targeted bevat altijd de meest recente stabiele versie van Windows 10. Dit is de enige branch beschikbaar voor Windows 10 Home voor niet-insiders. |
| Semi-Annual Channel Broad    | Bedrijven       | Deze branch krijgt alle bugfixupdates, maar nieuwe functies kunnen worden uitgesteld tot 4 maanden na release in de Semi-Annual Channel Targeted. |
| Long-Term Servicing Channel  | Bedrijven       | Deze branch wordt enkel voorzien van kritieke beveiligingsupdates en wordt pas eens in de drie jaar voorzien van nieuwe features. |

Builds worden vrijgegeven in de Fast Ring zodra er geen grote problemen zijn gevonden bij de ontwikkeling. Als de build via updates stabiel genoeg kan worden zal deze ook worden uitgerold naar de Slow Ring, als er te veel problemen worden aangetroffen blijft de Slow Ring op de voorgaande build. Voor Windows 10 Mobile-builds zijn er strengere eisen omdat deze versie niet kan worden voorzien van tussentijdse updates zoals de desktopversie.

## Ondersteunde smartphones
Microsoft lanceerde de Windows 10 Insider Preview (eerder bekend als de Windows 10 Technical Preview) voor specifieke Microsoft Lumia-toestellen om de ondersteunde toestellen later uit te breiden. Windows Insiders hackten hun smartphones om deze zich te laten voordoen als een van de ondersteunde modellen en zo alsnog de preview te kunnen installeren. Als reactie blokkeerde Microsoft de update voor deze toestellen. Insiders kunnen teruggaan naar Windows Phone 8.1 met de Windows Phone Recovery Tool. Deze tool zou de laatste officiële versie van het OS voor het toestel terugzetten.
De HTC One M8 is de eerste Windows Phone buiten de Lumia-reeks die ondersteuning krijgt voor Windows 10 Mobile vanaf build 10080. De Xiaomi Mi4 is het eerste niet-Windows Phone-toestel dat ondersteund wordt voor Windows 10 Mobile, ook vanaf build 10080. Hiervoor is een speciale ROM ontwikkeld. Latr is deze ROM ook uitgerold naar de UMI Digi.
Cijfers zijn de Builds waarin voor het eerst een build beschikbaar was (Threshold):
- 9941 en hoger voor de Lumia 630,730 en 830.[4]
- 10051 en hoger voor de meeste Lumia's.[5][6]
- 10080 en hoger voor de Lumia 930 en 640.[7]

| Ondersteunde smartphones |                   |                                 |                         |                         |
| Naam                     | Threshold 2 v1511 | Redstone 1 v1607 Jubileumupdate | Redstone 2 Makersupdate | Redstone 2 Makersupdate |
| Naam                     | Threshold 2 v1511 | Redstone 1 v1607 Jubileumupdate | v1703                   | v1709 (feature2)        |
| Lumia 520                | Ja (10051)        | Nee                             | Nee                     | Nee                     |
| Lumia 521                | Ja (10051)        | Nee                             | Nee                     | Nee                     |
| Lumia 525                | Ja (10051)        | Nee                             | Nee                     | Nee                     |
| Lumia 526                | Ja (10051)        | Nee                             | Nee                     | Nee                     |
| Lumia 620                | Ja (10051)        | Nee                             | Nee                     | Nee                     |
| Lumia 625                | Ja (10051)        | Nee                             | Nee                     | Nee                     |
| Lumia 720                | Ja (10051)        | Nee                             | Nee                     | Nee                     |
| Lumia 810                | Ja (10051)        | Nee                             | Nee                     | Nee                     |
| Lumia 820                | Ja (10051)        | Nee                             | Nee                     | Nee                     |
| Lumia 822                | Ja (10051)        | Nee                             | Nee                     | Nee                     |
| Lumia 920                | Ja (10051)        | Nee                             | Nee                     | Nee                     |
| Lumia 925                | Ja (10051)        | Nee                             | Nee                     | Nee                     |
| Lumia 928                | Ja (10051)        | Nee                             | Nee                     | Nee                     |
| Lumia Icon               | Ja (10051)        | Ja                              | Onofficieel             | Onofficieel             |
| Lumia 1020               | Ja (10051)        | Nee                             | Nee                     | Nee                     |
| Lumia 1320               | Ja (10051)        | Nee                             | Nee                     | Nee                     |
| Lumia 1520               | Ja (10051)        | Ja                              | Onofficieel             | Onofficieel             |
|                          |                   |                                 |                         |                         |
| Lumia 430                | Ja (10051)        | Ja                              | Onofficieel             | Onofficieel             |
| Lumia 435                | Ja (10051)        | Ja                              | Onofficieel             | Onofficieel             |
| Lumia 530                | Ja (10051)        | Nee                             | Nee                     | Nee                     |
| Lumia 532                | Ja (10051)        | Ja                              | Onofficieel             | Onofficieel             |
| Lumia 535                | Ja (10051)        | Ja                              | Onofficieel             | Onofficieel             |
| Lumia 630                | Ja (9941)         | Nee                             | Nee                     | Nee                     |
| Lumia 635                | Ja (9941)         | Nee                             | Nee                     | Nee                     |
| Lumia 636                | Ja (9941)         | Ja                              | Onofficieel             | Onofficieel             |
| Lumia 638                | Ja (9941)         | Ja                              | Onofficieel             | Onofficieel             |
| Lumia 730                | Ja (9941)         | Ja                              | Onofficieel             | Onofficieel             |
| Lumia 735                | Ja (10051)        | Ja                              | Onofficieel             | Onofficieel             |
| Lumia 830                | Ja (9941)         | Ja                              | Onofficieel             | Onofficieel             |
| Lumia 930                | Ja (10080)        | Ja                              | Onofficieel             | Onofficieel             |
|                          |                   |                                 |                         |                         |
| Lumia 540                | Ja (10051)        | Ja                              | Onofficieel             | Onofficieel             |
| Lumia 640                | Ja (10080)        | Ja                              | Ja                      | Onofficieel             |
| Lumia 640 XL             | Ja (10080)        | Ja                              | Ja                      | Onofficieel             |
|                          |                   |                                 |                         |                         |
| Lumia 550                | Ja (10586)        | Ja                              | Ja                      | Ja                      |
| Lumia 650                | Ja (10586)        | Ja                              | Ja                      | Ja                      |
| Lumia 950                | Ja (10586)        | Ja                              | Ja                      | Ja                      |
| Lumia 950 XL             | Ja (10586)        | Ja                              | Ja                      | Ja                      |
|                          |                   |                                 |                         |                         |
| HTC One M8               | Ja (10080)        | Nee                             | Nee                     | Nee                     |
| LG Lancet                | Ja (10586)        | Nee                             | Nee                     | Nee                     |
| Xiaomi Mi4               | Ja (10080)        | Ja                              | Ja                      | Nee                     |
| BLU Win JR               | Nee               | Ja                              | Ja                      | Nee                     |
| BLU Win JR LTE           | Nee               | Ja                              | Ja                      | Nee                     |
| BLU Win HD               | Nee               | Ja                              | Ja                      | Nee                     |
| BLU Win HD LTE           | Nee               | Ja                              | Ja                      | Nee                     |